# André Blaise
André Blaise (Soumagne, 10 de gener de 1888 - Verviers, maig de 1941) va ser un ciclista belga que va córrer en els anys previs i posteriors a la Primera Guerra Mundial. En el seu palmarès destaca una victòria d'etapa a la Volta a Bèlgica, cursa que finalitzà en tercera posició el 1912. Aquell mateix any fou tercer a la Lieja-Bastogne-Lieja.

## Palmarès
- 1908
  - 1r a l'Heuseux-Bastogne-Heuseux
  - 1r a l'Arlon-Aywaille
  - 1r a la Blégny-Sint-Truiden- Blégny
  - 1r a la Brussel·les-Micheroux
  - 1r a Lieja
  - 1r a la Mortier-Houffalize- Mortier
  - 1r a la Soumagne-Bastogne-Soumagne
  - 1r a la Trooz - Durbuy
- 1910
  - 1r a l'Heuseux-Namur-Heuseux
  - 1r a la Soumagne-Bastogne-Soumagne
- 1911
  - Vencedor d'una etapa de la Volta a Bèlgica
- 1912
  - 2n a la Brussel·les-Oupeye
  - 3r a la Volta a Bèlgica
  - 3r a la Lieja-Bastogne-Lieja
- 1914
  - 1r al Gran Premi de Chateaurenard

### Resultats al Tour de França
- 1909. Abandona (3a etapa)
- 1910. 8è de la classificació general
- 1911. Abandona (3a etapa)
- 1912. Abandona (4a etapa)
- 1914. Abandona (4a etapa)